# Kreuzspitze (Ammergauer Alpen)
Kreuzspitze – szczyt w Ammergauer Alpen, części Alp Bawarskich. Leży w Niemczech, w Bawarii, przy granicy z Austrią.